# جیرو دیتالیای ۲۰۱۷
جیرو دیتالیای ۲۰۱۷ یکصدمین دورهٔ مسابقات دوچرخه‌سواری جیرو دیتالیا بود که در ایتالیا برگزار شد. مسابقه در روز ۵ مه در آلگرو در جزیرهٔ ساردینیا آغاز شد و در ۲۸ مه در میلان به پایان رسید. ۱۹۵ رکابزن از ۲۲ تیم در این دوره شرکت کردند و در پایان، تام دیمولن از تیم سانوب برای نخستین بار قهرمان جیرو دیتالیا شد. نایرو کینتانا از موویستار و وینچنزو نیبالی از بحرین–مریدا بر سکوهای دوم و سوم ایستادند.
لوکاس پوستلبرگر با پیروزی در مرحلهٔ اول، نخستین کسی بود که پیراهن صورتی جیروی ۲۰۱۷ را به تن کرد. در مرحلهٔ دوم آندره گرایپل برنده شد و رهبری جیرو را به دست گرفت. فرناندو گاویریا با پیروزی در مرحلهٔ سوم، پیراهن صورتی را به دست آورد. در مرحلهٔ چهارم که با پیروزی یان پولانک به پایان رسید، باب جونگلز صدرنشین شد و این عنوان را تا مرحلهٔ نهم نگه داشت. تام دیمولن برندهٔ تایم تریل مرحلهٔ دهم شد و پیراهن صورتی را تصاحب کرد؛ ولی در مرحلهٔ ۱۹ آن را به نایرو کینتانا داد. در تایم تریل مرحلهٔ پایانی، دیمولن دوم شد و توانست دوباره رهبر رده‌بندی اصلی شود.
فرناندو گاویریا از کوئیک‌استپ فلورز که در ۴ مرحله پیروز شده‌بود، برندهٔ رده‌بندی امتیازی شد. همچنین میکل لاندا از تیم اسکای فاتح رده‌بندی کوهستان شد و باب جونگلز از کوئیک‌استپ فلورز در رده‌بندی رکابزن جوان عنوان نخست را به دست آورد.

## تیم‌ها
همهٔ ۱۸ تیم جهانی یوسی‌آی به صورت خودکار به مسابقه دعوت شدند و باید در آن شرکت می‌کردند. ۴ تیم حرفه‌ای قاره‌ای نیز با سهمیهٔ اعطایی در مسابقه حضور یافتند. هر تیم می‌توانست با حداکثر ۹ رکابزن مسابقه را آغاز کند. البته تیم آستانه به دلیل درگذشت میکله اسکارپونی با هشت رکابزن وارد جیرو شد.
فهرست تیم‌های حاضر در جیرو دیتالیا:
تیم‌های جهانی
- آژ۲آر لا موندیال
- آستانه
- بحرین–مریدا
- تیم مسابقه بی‌ام‌سی
- بورا–هانسگروهه
- کنندیل–دراپاک
- دایمنشن دیتا
- اف‌دی‌جی
- کاتیوشا–آلپتسین
- لوتوان‌ال–یومبو
- لوتو–سودال
- موویستار
- اوریکا–اسکات
- کوئیک‌استپ فلورز
- تیم اسکای
- تیم سانوب
- ترک–سگافردو
- تیم یوای‌ئی امارات

تیم‌های حرفه‌ای قاره‌ای
- باردیانی–سی‌اس‌اف
- CCC–اسپراندی–پولکوویتسه
- گازپروم-روس‌ولو
- ویلیر تریستینا–سله ایتالیا

## بخت‌های قهرمانی
بخت‌های اصلی قهرمانی شامل نایرو کینتانا (موویستار) و وینچنزو نیبالی (بحرین–مریدا) بودند. سایر رقیبان رده‌بندی اصلی، گرینت توماس و میکل لاندا (تیم اسکای)، استیون کرایزوایک (لوتوان‌ال–یومبو)، تیبو پینو (اف‌دی‌جی)، تام دیمولن (تیم سانوب)، آدام ییتس (اوریکا–اسکات)، بوکه مولما (ترک–سگافردو)، ایلنور زاکارین (کاتیوشا–آلپتسین)، تیجی فن گاردرن (تیم مسابقه بی‌ام‌سی)، باب جونگلز (کوئیک‌استپ فلورز) و دومنیکو پوتزوویوو (آژ۲آر لا موندیال) بودند.
آخرخط‌روهای جیرو شامل فرناندو گاویریا، کالب اوان، آندره گرایپل، جاسپر استویون، ساشا مودولو، جاکومو نیتزولو، سم بنت و رایان گیبونز بودند.

## مسیر و مراحل
جزئیات سه مرحلهٔ نخست مسابقه در کنفرانس مطبوعاتی ۱۴ سپتامبر ۲۰۱۶ رونمایی شد. بقیهٔ مسیر نیز در ۲۵ اکتبر معرفی شد. البته برگزار کنندگان مسابقه یک روز پیش از اعلام رسمی، مسیر را در سایت خود منتشر کردند.
مسابقه در ۲۱ مرحله به مسافت ۳۶۰۹٫۱ کیلومتر برگزار شد که ۱۴۲ کیلومتر بلندتر از مسیر جیروی ۲۰۱۶ بود. بلندترین مرحله، مرحلهٔ ۱۲ به مسافت ۲۲۹ کیلومتر و کوتاه‌ترین مرحله، مرحلهٔ ۱۴ به مسافت ۱۳۱ کیلومتر بود. همچنین مسابقه شامل دو مرحله تایم تریل انفرادی به مسافت ۶۹٫۱ کیلومتر در مراحل ۱۰ و ۲۱ بود و پایان ۵ مرحله در سربالایی بود: مرحلهٔ ۴ به سوی اتنا، مرحلهٔ ۹ به سوی بلوک‌هاوس، مرحلهٔ ۱۴ به سوی اوروپا، مرحلهٔ ۱۸ به سوی اورتیسی/سنت اولریش و مرحلهٔ ۱۹ به سوی Piancavallo. چیما کوپی (بالاترین ارتفاع مسابقه) در Stelvio Pass در مرحلهٔ ۱۶ محل گذر رکابزنان بود. مراحل در چهار دستهٔ تایم تریل، سختی کم، متوسط و زیاد دسته‌بندی شدند.
| مرحله | تاریخ | مسیر                                    | مسافت                  | نوع         | نوع                | برنده                    |
| ----- | ----- | --------------------------------------- | ---------------------- | ----------- | ------------------ | ------------------------ |
| ۱     | ۵ مه  | آلگرو به البیا                          | ۲۰۶ کیلومتر (۱۲۸ مایل) |             | مرحلهٔ تپه‌ای        | Lukas Pöstlberger (AUT)  |
| ۲     | ۶ مه  | البیا به تورتولی                        | ۲۲۱ کیلومتر (۱۳۷ مایل) |             | مرحلهٔ نیمه‌کوهستانی | آندره گرایپل (GER)       |
| ۳     | ۷ مه  | تورتولی به کالیاری                      | ۱۴۸ کیلومتر (۹۲ مایل)  |             | مرحلهٔ مسطح         | Fernando Gaviria (COL)   |
|       | ۸ مه  | روز استراحت                             | روز استراحت            | روز استراحت | روز استراحت        | روز استراحت              |
| ۴     | ۹ مه  | چفالو به اتنا (ریفوجو ساپینزا)          | ۱۸۱ کیلومتر (۱۱۲ مایل) |             | مرحلهٔ کوهستانی     | Jan Polanc (SLO)         |
| ۵     | ۱۰ مه | پدارا به مسینا                          | ۱۵۹ کیلومتر (۹۹ مایل)  |             | مرحلهٔ مسطح         | Fernando Gaviria (COL)   |
| ۶     | ۱۱ مه | رجو کالابریا به ترمه لوئیجانه           | ۲۱۷ کیلومتر (۱۳۵ مایل) |             | مرحلهٔ نیمه‌کوهستانی | Silvan Dillier (SUI)     |
| ۷     | ۱۲ مه | کاستروویلاری به آلبروبلو                | ۲۲۴ کیلومتر (۱۳۹ مایل) |             | مرحلهٔ مسطح         | Caleb Ewan (AUS)         |
| ۸     | ۱۳ مه | مولفتا به پسکیچی                        | ۱۸۹ کیلومتر (۱۱۷ مایل) |             | مرحلهٔ نیمه‌کوهستانی | Gorka Izagirre (ESP)     |
| ۹     | ۱۴ مه | مونته‌نرو دی بیساچیا به بلوک‌هاوس         | ۱۴۹ کیلومتر (۹۳ مایل)  |             | مرحلهٔ نیمه‌کوهستانی | نایرو کینتانا (COL)      |
|       | ۱۵ مه | روز استراحت                             | روز استراحت            | روز استراحت | روز استراحت        | روز استراحت              |
| ۱۰    | ۱۶ مه | فولینو به مونته‌فالکو                    | ۳۹٫۸ کیلومتر (۲۵ مایل) |             | تایم تریل انفرادی  | تام دیمولن (NED)         |
| ۱۱    | ۱۷ مه | فلورانس (پونته اما) به باگنو دی روماگنا | ۱۶۱ کیلومتر (۱۰۰ مایل) |             | مرحلهٔ نیمه‌کوهستانی | Omar Fraile (ESP)        |
| ۱۲    | ۱۸ مه | فورلی به رجو نل امیلیا                  | ۲۲۹ کیلومتر (۱۴۲ مایل) |             | مرحلهٔ مسطح         | Fernando Gaviria (COL)   |
| ۱۳    | ۱۹ مه | رجو نل امیلیا به تورتونا                | ۱۶۷ کیلومتر (۱۰۴ مایل) |             | مرحلهٔ مسطح         | Fernando Gaviria (COL)   |
| ۱۴    | ۲۰ مه | کاستلانی به سانتواریو دی اوروپا         | ۱۳۱ کیلومتر (۸۱ مایل)  |             | مرحلهٔ نیمه‌کوهستانی | تام دیمولن (NED)         |
| ۱۵    | ۲۱ مه | والدنگو به برگامو                       | ۱۹۹ کیلومتر (۱۲۴ مایل) |             | مرحلهٔ نیمه‌کوهستانی | Bob Jungels (LUX)        |
|       | ۲۲ مه | روز استراحت                             | روز استراحت            | روز استراحت | روز استراحت        | روز استراحت              |
| ۱۶    | ۲۳ مه | رووتا به برومیو                         | ۲۲۲ کیلومتر (۱۳۸ مایل) |             | مرحلهٔ کوهستانی     | وینچنزو نیبالی (ITA)     |
| ۱۷    | ۲۴ مه | تیرانو به کاناتزی                       | ۲۱۹ کیلومتر (۱۳۶ مایل) |             | مرحلهٔ نیمه‌کوهستانی | Pierre Rolland (FRA)     |
| ۱۸    | ۲۵ مه | موئنا به اورتیسی/سنت اولریش             | ۱۳۷ کیلومتر (۸۵ مایل)  |             | مرحلهٔ کوهستانی     | Tejay van Garderen (USA) |
| ۱۹    | ۲۶ مه | اینیچن/سان کاندیدو به Piancavallo       | ۱۹۱ کیلومتر (۱۱۹ مایل) |             | مرحلهٔ کوهستانی     | Mikel Landa (ESP)        |
| ۲۰    | ۲۷ مه | پوردنونه به آسیاگو                      | ۱۹۰ کیلومتر (۱۱۸ مایل) |             | مرحلهٔ کوهستانی     | تیبو پینو (FRA)          |
| ۲۱    | ۲۸ مه | مونتزا (اوتودرومو) به میلان             | ۲۹٫۳ کیلومتر (۱۸ مایل) |             | تایم تریل انفرادی  | Jos van Emden (NED)      |

## خلاصه مسابقه

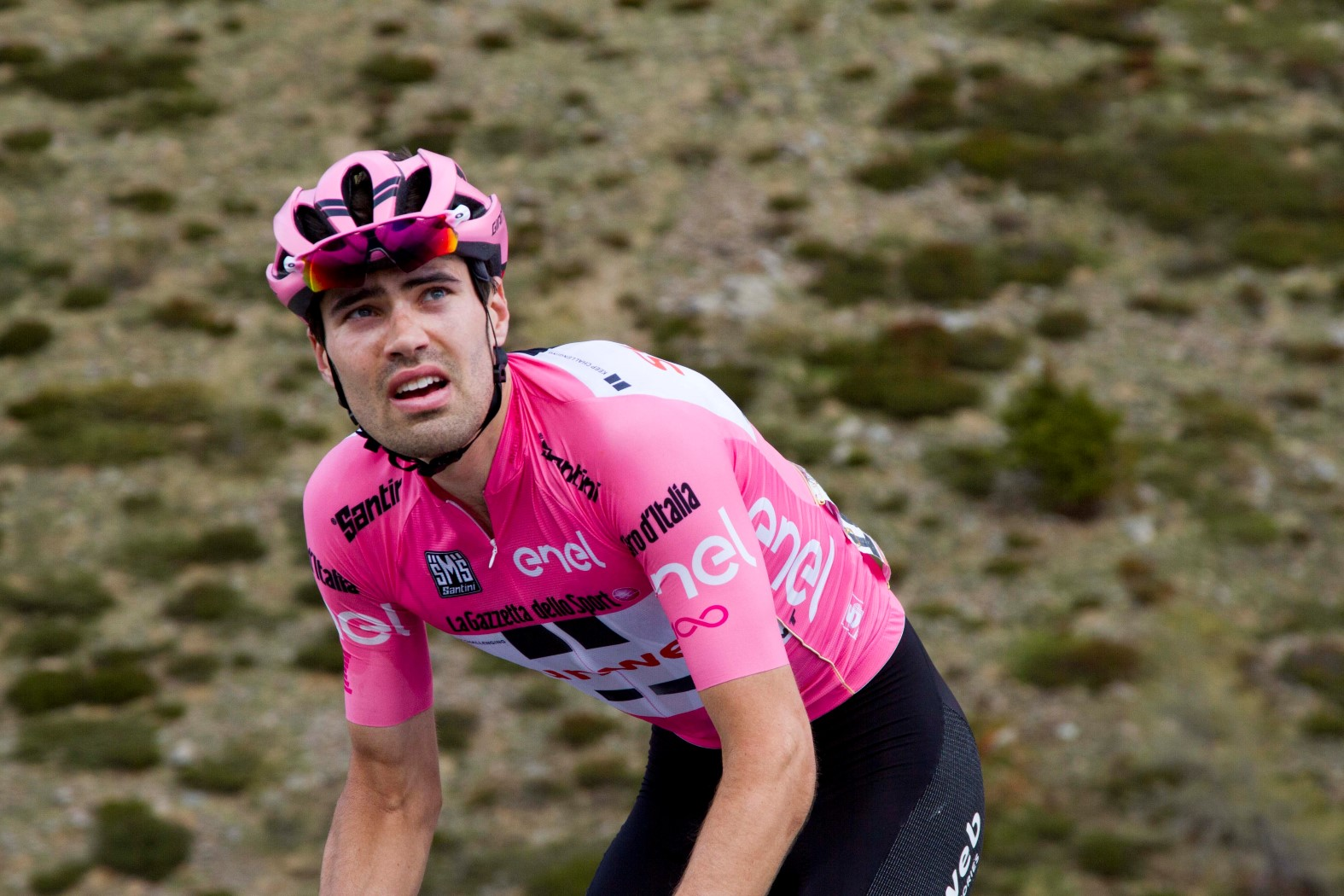
یکی از دوچرخه سواران در مسابقات جیرو دیتالیای ۲۰۱۷

در نخستین مرحله، پس از ناکامی گروه پیشتاز و بازگردانده شدن به گروه اصلی، لوکاس پوستلبرگر در کیلومتر پایانی فرار کرد و پس از آن که با واکنشی از سوی سایر رکابزنان مواجه نشد، پیشتازی خود را تا خط پایان ادامه داد و برندهٔ مرحلهٔ نخست شد تا نخستین دارندهٔ پیراهن صورتی جیروی ۲۰۱۷ شود. در مرحلهٔ دوم آندره گرایپل جلوتر از روبرتو فراری از خط پایان گذشت و پیروز شد. او توانست با جایزهٔ زمانی کسب شده در این مرحله و مرحلهٔ نخست (که در رتبهٔ سوم ایستاد) رهبری مسابقه را به دست آورد. در مرحلهٔ سوم، گروهی از رکابزنان در ده کیلومتری خط پایان فرار کردند و در خط پایان، فرناندو گاویریا توانست سایر رکابزنان را پشت سر گذارد و برنده شود. همچنین با برتری ۱۳ ثانیه‌ای که نسبت به گروه اصلی به دست آورد، پیراهن صورتی را تصاحب کرد.
پس از نخستین روز استراحت، در مرحلهٔ چهارم که نخستین مرحلهٔ کوهستانی بود، یان پولانچ که از آغاز مرحله به همراه سه رکابزن دیگر پیشتاز بود، در آخرین بخش کوهستانی فرار کرد و همراهان خود را پشت سر گذاشت تا با برتری ۲۹ ثانیه‌ای نسبت به گروه اصلی از خط پایان بگذرد. باب جونگلز که در مرحلهٔ سوم جزء گروه پیشتاز بود، رهبر مسابقه شد و آن را تا مرحلهٔ نهم حفظ کرد. مرحلهٔ پنجم مسطح بود و رکابزنان به صورت دسته‌جمعی به خط پایان رسیدند. در مسابقهٔ خط پایان، گاویریا رقیبان خود را شکست داد و پیروز شد. در مرحلهٔ ششم چهار نفر از گروه پیشتاز پنج نفره توانستند برتری خود را تا پایان حفظ کنند و از میان آن‌ها سیلوان دیلیه جلوتر از سایرین از خط پایان گذشت. کیلب ایون برندهٔ پایان دسته‌جمعی مرحلهٔ هفتم شد. در مرحلهٔ هشتم گورکا ایزاگیره که پس از سربالایی اول به گروه پیشتاز پیوسته بود، توانست پیشتازی را تا پایان نگه دارد و پیروز شود. مرحلهٔ نهم پایان کوهستانی داشت و در سربالایی بلوک‌هاوس خاتمه می‌یافت. پیش از آغاز سربالایی، شماری از رکابزنان از جمله گرینت توماس (نفر دوم رده‌بندی اصلی)، میکل لاندا و آدام ییتس با موتوری که در کنار جاده پارک شده‌بود و بخشی از آن درون مسیر بود، برخورد کردند و از گروه عقب ماندند. نایرو کینتانا با پیروزی در این مرحله، رهبری مسابقه را نیز به دست آورد.
پس از دومین روز استراحت، نخستین مرحلهٔ تایم تریل برگزار شد و تام دیمولن با برتری قابل توجهی نسبت به رقیبان اصلی، پیروزی را به دست آورد تا ششمین نفری باشد که پیراهن صورتی جیروی ۲۰۱۷ را به تن می‌کند. در مرحلهٔ یازدهم گروه پیشتاز ۲۵ نفره‌ای در نخستین کیلومترهای مسابقه شکل گرفت که تا پایان مسابقه به ۱۲ نفر کاهش یافت و از میان آن‌ها اومار فرایله توانست جلوتر از رقیبان خود از خط پایان بگذرد. گاویریا با پیروزی در مرحله‌های دوازدهم و سیزدهم، برتری خود در رده‌بندی امتیازی را تثبیت کرد. توماس که در مرحلهٔ نهم تصادف کرده‌بود، پیش از مرحلهٔ ۱۳ کناره‌گیری کرد. گرایپل نیز که به جز پیروزی در مرحلهٔ دوم، موفقیت خاصی کسب نکرده‌بود، در پایان مرحلهٔ ۱۳ که آخرین مرحلهٔ مسطح بود، از مسابقه خارج شد. در چهار کیلومتری خط پایان مرحلهٔ چهاردهم، کینتانا فرار کرد و دیمولن، ایلنور زاکارین و لاندا او را تعقیب کردند. دیمولن در کیلومتر پایانی پیش افتاد و جلوتر از زاکارین و لاندا پیروز شد تا برتری خود نسبت به رقیبان اصلی را افزایش دهد. در مرحلهٔ پانزدهم، جونگلز پیروز شد و تانل کانگرت که در رتبهٔ دهم بود، تصادف کرد و ادامهٔ مسابقه را از دست داد.
در سومین روز استراحت، رکابزنان خود را برای پنج مرحلهٔ کوهستانی و تایم تریل پایانی آماده می‌کردند. مرحلهٔ شانزدهم شامل سه سربالایی بلند از جمله دو گذر از گردنهٔ استلویو از دو مسیر متفاوت (که اولی تا ارتفاع ۲۷۵۸ متری بالا می‌رفت و بالاترین نقطهٔ جیرو محسوب می‌شد) بود. در ۲۵ کیلومتری خط پایان، لاندا همراهان خود در گروه پیشتاز را جا گذاشت و به تنهایی به پیشتازی ادامه داد. در گروه اصلی، هنگامی که دیمولن برای قضای حاجت توقف کرده‌بود، رقیبان او سرعت را افزایش دادند و از دیمولن فاصله گرفتند. در یک کیلومتری آخرین سربالایی و ۲۱ کیلومتری خط پایان، وینچنزو نیبالی فرار کرد و در سرپایینی به لاندا رسید. نیبالی در رقابت سرعتی خط پایان بر لاندا غلبه کرد و برندهٔ مرحلهٔ ۱۶ شد. کینتانا در این مرحله سوم شد و فاصلهٔ خود با دیمولن را به ۳۱ ثانیه کاهش داد. دیمولن بیش از دو دقیقه زمان نسبت به نیبالی و کینتانا از دست داد، ولی توانست رهبری خود را حفظ کند. در مرحلهٔ هفدهم گروه پیشتاز ۴۰ نفره توانست برتری خود را تا ۱۴ دقیقه افزایش دهد و گروه اصلی را وادار به واکنشی دیرهنگام برای کاهش فاصله کند. پیر رولان در ۷٫۶ کیلومتری خط پایان فرار کرد و با برتری ۲۴ ثانیه‌ای نسبت به تعقیب کنندگان خود به پیروزی رسید.
مرحلهٔ هجدهم که به همراه مرحلهٔ ۱۶ عروس مراحل جیروی ۲۰۱۷ شناخته می‌شد، شامل ۵ بخش کوهستانی از جمله دو بخش کوهستانی درجه یک بود. لاندا با کسب امتیازات بخش‌های کوهستانی، خود را به صدر رده‌بندی کوهستان رساند؛ ولی در خط پایان نتوانست تیجی فن گاردرن را شکست دهد و فن گاردرن برندهٔ مرحلهٔ ۱۸ شد. در گروه اصلی، سه رقیب اصلی شامل دیمولن، کینتانا و نیبالی از سایر رقیبان عقب افتادند و تیبو پینو با کسب مقام سوم این مرحله، به فاصلهٔ کمتر از ۲ دقیقه با دیمولن رسید. مرحلهٔ نوزدهم در مسیر کوهستانی خاتمه می‌یافت و گروه پیشتاز، در بخشی از مسابقه، فاصلهٔ خود را تا ۱۱ دقیقه افزایش داد. در کیلومترهای پایانی، لاندا فرار کرد و رولان و روی کاستا به تعقیب او پرداختند؛ ولی لاندا فاصلهٔ خود را افزایش داد و با برتری نزدیک ۲ دقیقه‌ای نسبت به دو تعقیب کنندهٔ خود، برندهٔ مرحلهٔ ۱۹ شد. در گروه اصلی، دیمولن نتوانست در برابر حملات رقیبان خود مقاومت کند و عقب افتاد. پینو در ۷٫۵ کیلومتری پایان مرحله فرار کرد و نخستین نفر از گروه اصلی بود که از خط پایان گذشت. کینتانا جلوتر از نیبالی از خط پایان گذشت و پیراهن صورتی را از دیمولن گرفت. در رده‌بندی اصلی، دیمولن ۳۸ ثانیه، نیبالی ۴۳ ثانیه و پینو ۵۳ ثانیه عقب‌تر از کینتانا بودند.
مرحلهٔ بیستم آخرین مرحلهٔ کوهستانی بود و آخرین فرصت برای افزایش فاصله با دیمولن محسوب می‌شد. در آخرین بخش کوهستانی که انتهای آن ۱۵ کیلومتری خط پایان بود، حملات زیادی انجام شد و در نهایت، زاکارین و دومنیکو پوتزوویوو خود را از گروه اصلی جدا کردند. در سرپایینی، کینتانا، نیبالی و پینو به آن دو پیوستند و ۱۵ ثانیه جلوتر از گروه تعقیب‌کننده که شامل دیمولن بود، از خط پایان گذشتند. پینو برندهٔ مرحله شد و زاکارین و نیبالی دوم و سوم شدند. پس از پایان این مرحله، نیبالی با ۳۹ ثانیه اختلاف به رتبهٔ دوم رسید. پینو و دیمولن نیز با فاصلهٔ ۴۳ و ۵۳ ثانیه‌ای سوم و چهارم بودند. مرحلهٔ پایانی، تایم تریلی به مسافت ۲۹٫۳ کیلومتر بود که با برتری یوس فن امدن به پایان رسید. دیمولن در حالی دوم شد که ۵۴ ثانیه با نیبالی و ۸۴ ثانیه با دیمولن اختلاف داشت. این نتایج، دیمولن را دوباره در صدر رده‌بندی قرار داد تا برای نخستین بار برندهٔ جیرو دیتالیا شود. کینتانا نیز با برتری ۹ ثانیه‌ای نسبت به نیبالی بر سکوی دوم ایستاد.

## رده‌بندی نهایی

### رده‌بندی اصلی
| رتبه | رکابزن                   | تیم              | زمان     |
| ---- | ------------------------ | ---------------- | -------- |
| ۱    | تام دیمولن (NED)         | تیم سانوب        | ۹۰:۳۴:۵۴ |
| ۲    | نایرو کینتانا (COL)      | موویستار         | ۳۱+      |
| ۳    | وینچنزو نیبالی (ITA)     | بحرین–مریدا      | ۴۰+      |
| ۴    | تیبو پینو (FRA)          | اف‌دی‌جی           | ۱:۱۷+    |
| ۵    | Ilnur Zakarin (RUS)      | کاتیوشا–آلپتسین  | ۱:۵۶+    |
| ۶    | Domenico Pozzovivo (ITA) | آژ۲آر لا موندیال | ۳:۱۱+    |
| ۷    | Bauke Mollema (NED)      | ترک–سگافردو      | ۳:۴۱+    |
| ۸    | Bob Jungels (LUX)        | کوئیک‌استپ فلورز  | ۷:۰۴+    |
| ۹    | Adam Yates (GBR)         | اوریکا–اسکات     | ۸:۱۰+    |
| ۱۰   | Davide Formolo (ITA)     | کنندیل–دراپاک    | ۱۵:۵۷+   |

### رده‌بندی امتیازی
| رتبه | رکابزن                     | تیم                        | امتیاز |
| ---- | -------------------------- | -------------------------- | ------ |
| ۱    | Fernando Gaviria (COL)     | کوئیک‌استپ فلورز            | ۳۲۵    |
| ۲    | Jasper Stuyven (BEL)       | ترک–سگافردو                | ۱۹۲    |
| ۳    | Sam Bennett (IRL)          | بورا–هانسگروهه             | ۱۱۷    |
| ۴    | Daniel Teklehaimanot (ERI) | دایمنشن دیتا               | ۱۰۰    |
| ۵    | Lukas Pöstlberger (AUT)    | بورا–هانسگروهه             | ۹۸     |
| ۶    | تام دیمولن (NED)           | تیم سانوب                  | ۸۰     |
| ۷    | Pavel Brutt (RUS)          | گازپروم-روس‌ولو             | ۷۶     |
| ۸    | Kristian Sbaragli (ITA)    | دایمنشن دیتا               | ۷۶     |
| ۹    | Eugert Zhupa (ALB)         | ویلیر تریستینا–سله ایتالیا | ۷۰     |
| ۱۰   | روبرتو فراری (ITA)         | تیم یوای‌ئی امارات          | ۷۰     |

### رده‌بندی کوهستان
| رتبه | رکابزن                   | تیم              | امتیاز |
| ---- | ------------------------ | ---------------- | ------ |
| ۱    | Mikel Landa (ESP)        | تیم اسکای        | ۲۲۴    |
| ۲    | Luis León Sánchez (ESP)  | آستانه           | ۱۱۸    |
| ۳    | Omar Fraile (ESP)        | دایمنشن دیتا     | ۱۰۴    |
| ۴    | نایرو کینتانا (COL)      | موویستار         | ۷۰     |
| ۵    | پیر رولان (FRA)          | کنندیل–دراپاک    | ۷۰     |
| ۶    | Ilnur Zakarin (RUS)      | کاتیوشا–آلپتسین  | ۶۶     |
| ۷    | Igor Antón (ESP)         | دایمنشن دیتا     | ۵۶     |
| ۸    | تام دیمولن (NED)         | تیم سانوب        | ۵۵     |
| ۹    | Domenico Pozzovivo (ITA) | آژ۲آر لا موندیال | ۵۴     |
| ۱۰   | تیبو پینو (FRA)          | اف‌دی‌جی           | ۵۳     |

### رده‌بندی رکابزن جوان
| رتبه | رکابزن                    | تیم               | زمان     |
| ---- | ------------------------- | ----------------- | -------- |
| ۱    | Bob Jungels (LUX)         | کوئیک‌استپ فلورز   | ۹۰:۴۱:۵۸ |
| ۲    | Adam Yates (GBR)          | اوریکا–اسکات      | ۱:۰۶+    |
| ۳    | Davide Formolo (ITA)      | کنندیل–دراپاک     | ۸:۱۳+    |
| ۴    | Jan Polanc (SLO)          | تیم یوای‌ئی امارات | ۱۱:۰۲+   |
| ۵    | Laurens De Plus (BEL)     | کوئیک‌استپ فلورز   | ۱:۱۲:۵۶+ |
| ۶    | Simone Petilli (ITA)      | تیم یوای‌ئی امارات | ۱:۲۲:۳۰+ |
| ۷    | Sebastián Henao (COL)     | تیم اسکای         | ۱:۳۷:۰۰+ |
| ۸    | François Bidard (FRA)     | آژ۲آر لا موندیال  | ۲:۰۱:۵۹+ |
| ۹    | Alexander Foliforov (RUS) | گازپروم-روس‌ولو    | ۲:۰۲:۲۶+ |
| ۱۰   | Gregor Mühlberger (AUT)   | بورا–هانسگروهه    | ۲:۰۵:۳۰+ |

### رده‌بندی سریع‌ترین تیم
| رتبه | تیم               | زمان      |
| ---- | ----------------- | --------- |
| ۱    | موویستار          | ۲۷۰:۳۶:۴۸ |
| ۲    | آژ۲آر لا موندیال  | ۵۹:۴۶+    |
| ۳    | اف‌دی‌جی            | ۱:۱۹:۵۶+  |
| ۴    | بحرین–مریدا       | ۱:۲۴:۵۲+  |
| ۵    | کنندیل–دراپاک     | ۱:۲۷:۱۹+  |
| ۶    | تیم یوای‌ئی امارات | ۱:۵۹:۳۱+  |
| ۷    | تیم اسکای         | ۱:۵۹:۴۱+  |
| ۸    | آستانه            | ۲:۰۹:۰۵+  |
| ۹    | ترک–سگافردو       | ۲:۲۳:۱۲+  |
| ۱۰   | تیم سانوب         | ۲:۴۱:۴۵+  |

### رده‌بندی امتیازی تیمی
| رتبه | تیم               | امتیاز |
| ---- | ----------------- | ------ |
| ۱    | کوئیک‌استپ فلورز   | ۵۱۶    |
| ۲    | تیم یوای‌ئی امارات | ۳۵۵    |
| ۳    | تیم اسکای         | ۳۲۳    |
| ۴    | بورا–هانسگروهه    | ۳۰۸    |
| ۵    | موویستار          | ۲۹۷    |
| ۶    | دایمنشن دیتا      | ۲۸۹    |
| ۷    | تیم سانوب         | ۲۸۶    |
| ۸    | ترک–سگافردو       | ۲۷۷    |
| ۹    | اف‌دی‌جی            | ۲۴۰    |
| ۱۰   | بحرین–مریدا       | ۲۳۹    |